# Pingasa commutata
Pingasa commutata là một loài bướm đêm trong họ Geometridae.